# Дорожово
Дорожово (рос. Дорожово) — село в Брянському районі Брянської області Російської Федерації.
Населення становить 13 осіб. Входить до складу муніципального утворення Домашовське сільське поселення.

## Історія
Від 2005 року входить до складу муніципального утворення Домашовське сільське поселення.

## Населення
| 2010 | 2013 |
| ---- | ---- |
| 10   | ↗13  |